# 1971 في البرتغال
فيما يلي قوائم الأحداث التي وقعت خلال عام 1971 في البرتغال.

## سياسة

### تعيين في المنصب
- 10 مايو – أنطونيو ريبيرو Patriarch of Lisbon [الإنجليزية]‏.

## رياضة
- 1 يناير – الدوري البرتغالي الممتاز 1970-71 الفائز .

## مواليد

### يناير
- 1 يناير – أفونسو كروش موسيقي برتغالي.
- 20 يناير – باولا أموريم

### مارس
- 7 مارس – آنا دي سوزا بابتيستا

### أبريل
- 23 أبريل – ميغيل مايا
- 27 أبريل – ماريا مانويل موتا

### مايو
- 10 مايو – أندريه ليما لاعب كرة قدم برتغالي.

### يونيو
- 14 يونيو – برناردو موتا لاعب كرة مضرب برتغالي.

### يوليو
- 7 يوليو – مارينا باستوس عداءة مسافات طويلة برتغالية.
- 8 يوليو – بيدرو رودريغوس منافِس أوليمبي برتغالي.

### أغسطس
- 1 أغسطس – أركادي توباييف
- 3 أغسطس – جواو أوليفيرا بينتو لاعب كرة قدم برتغالي.
- 19 أغسطس – جواو فييرا بينتو لاعب كرة قدم برتغالي.
- 29 أغسطس – جواو لوبيز ماركيز كاتب برتغالي.

### سبتمبر
- 26 سبتمبر – ميغيل راموس سائق سباق برتغالي.
- 28 سبتمبر – لويس ألفيس لاعب كرة قدم برتغالي.

### أكتوبر
- 14 أكتوبر – جورجي كوستا لاعب كرة قدم برتغالي.
- 22 أكتوبر – خورخي سواريس لاعب كرة قدم برتغالي.

### نوفمبر
- 2 نوفمبر – جواو رودريغوس
- 5 نوفمبر – فرناندو نيلسون لاعب كرة قدم برتغالي.
- 7 نوفمبر – ماركو فاسكونسيلوس لاعب كرة ريشة برتغالي.
- 16 نوفمبر – مانويل سيلفا لاعب رماية برتغالي.
- 25 نوفمبر – باولو توريس لاعب كرة قدم.
- 30 نوفمبر – يولاندا سواريس مغنية برتغالية.

### ديسمبر
- 10 ديسمبر – كارلا ساكرامينتو عداءة مسافات متوسطة برتغالية.

## وفيات

### يناير
- 1 يناير – خوسيه ماريا سا ليموس (مواليد 1892) نحات برتغالي.

### مارس
- 3 مارس – أنطونيو سيلفا (مواليد 1886) ممثل برتغالي.